# Xyris coutensis
Xyris coutensis là một loài thực vật hạt kín trong họ Hoàng đầu. Loài này được Wand. & Cerati miêu tả khoa học đầu tiên năm 1987.